# Joe Pace
Joseph "Joe" Pace (nacido el 18 de diciembre de 1953 en Nuevo Brunswick, Nueva Jersey) es un exjugador de baloncesto estadounidense que jugó dos temporadas en la NBA y una más en la liga italiana. Con 2,08 metros de estatura, lo hacía en la posición de pívot.

## Trayectoria deportiva

### Universidad
Tras pasar dos temporadas en la Universidad Maryland Eastern Shore, jugó otras dos con los Eagles de la Universidad Coppin State, promediando en total 18,3 puntos y 18,1 rebotes por partido. En su última temporada consiguió junto con su equipo el campeonato de la NAIA, tras derrotar a Henderson State en la final por 96-91. Pace consiguió en ese partido 43 puntos, 12 rebotes y 6 tapones.

### Profesional
Tras haber entrado en el draft del 75 y ser elegido por Phoenix Suns en la quinta ronda, permaneció un año más en la universidad, siendo elegido al año siguiente en la trigésimo primera posición del 76 por Washington Bullets, donde en su primera temporada fue el último jugador del banquillo, jugando apenas 4 minutos por partido, y promediando 2,1 puntos y 1,1 rebotes.
Las cosas cambiaron muy poco al año siguiente, duplicando sus minutos en pista para promediar 3,9 puntos y 2,7 rebotes, pero como contrapartida se proclamó campeón de la NBA tras derrotar en las Finales a Seattle Supersonics.
Al año siguiente, tras finalizar contrato, fichó por el Scavolini Pesaro de la liga italiana, donde promedió en una temporada 21,8 puntos y 13,6 rebotes por partido. su carrera se prolongó varios años más, llegando a firmar con Boston Celtics en 1978, pero donde fue descartado, jugando posteriormente en Venezuela, México, Panamá, Inglaterra, Filipinas y Argentina, siendo en este último país donde, tras realizar un mate cayó de espaldas, produciéndole una grave lesión que le mantuvo 8 meses en cama y que le retiró definitivamente de las pistas de juego.

## Estadísticas de su carrera en la NBA

### Temporada regular
| Temporada | Edad | Equipo             | Liga | P  | TIT | MIN | TC  | TCA | %TC  | 3P | 3PA | %3P | TL  | TLA | %TL  | R.OF. | R.DEF. | REB | ASIS | ROB | TAP | PER | FP  | PTS |
| 1976-77   | 23   | Washington Bullets | NBA  | 30 |     | 4.0 | 0.8 | 1.8 | .436 |    |     |     | 0.5 | 1.0 | .552 | 0.5   | 0.6    | 1.1 | 0.1  | 0.1 | 0.6 |     | 1.0 | 2.1 |
| 1977-78   | 24   | Washington Bullets | NBA  | 49 |     | 8.9 | 1.4 | 2.9 | .479 |    |     |     | 1.2 | 1.9 | .613 | 1.0   | 1.7    | 2.7 | 0.5  | 0.2 | 0.4 | 0.9 | 1.8 | 3.9 |
| Total     |      |                    | NBA  | 79 |     | 7.1 | 1.2 | 2.5 | .467 |    |     |     | 0.9 | 1.5 | .598 | 0.8   | 1.3    | 2.1 | 0.3  | 0.2 | 0.5 | 0.9 | 1.5 | 3.2 |

### Playoffs
| Temporada | Edad | Equipo             | Liga | P | MIN | TCA | TC | 3PA | 3P | TLA | TL | R.OF. | REB | ASIS | ROB | TAP | PER | FP | PTS | %TC  | %3P | %FT  | MIN | PTS | REB | AST |
| 1977-78   | 24   | Washington Bullets | NBA  | 9 | 52  | 7   | 10 |     |    | 11  | 15 | 5     | 20  | 1    | 1   | 6   | 5   | 17 | 25  | .700 |     | .733 | 5.8 | 2.8 | 2.2 | 0.1 |
| Total     |      |                    | NBA  | 9 | 52  | 7   | 10 |     |    | 11  | 15 | 5     | 20  | 1    | 1   | 6   | 5   | 17 | 25  | .700 |     | .733 | 5.8 | 2.8 | 2.2 | 0.1 |

## Vida posterior
Tras regresar a los Estados Unidos después de su grave lesión, se enganchó a las drogas y el alcohol, llegando a vender su anillo de campeón de la NBA por 1000 dólares. Hoy en día vive en una residencia para personas sin hogar en Seattle.